# Cadulus cylindratus
Cadulus cylindratus is een Scaphopodasoort uit de familie van de Gadilidae. De wetenschappelijke naam van de soort is voor het eerst geldig gepubliceerd in 1877 door Jeffreys.